# Falco Kapuste

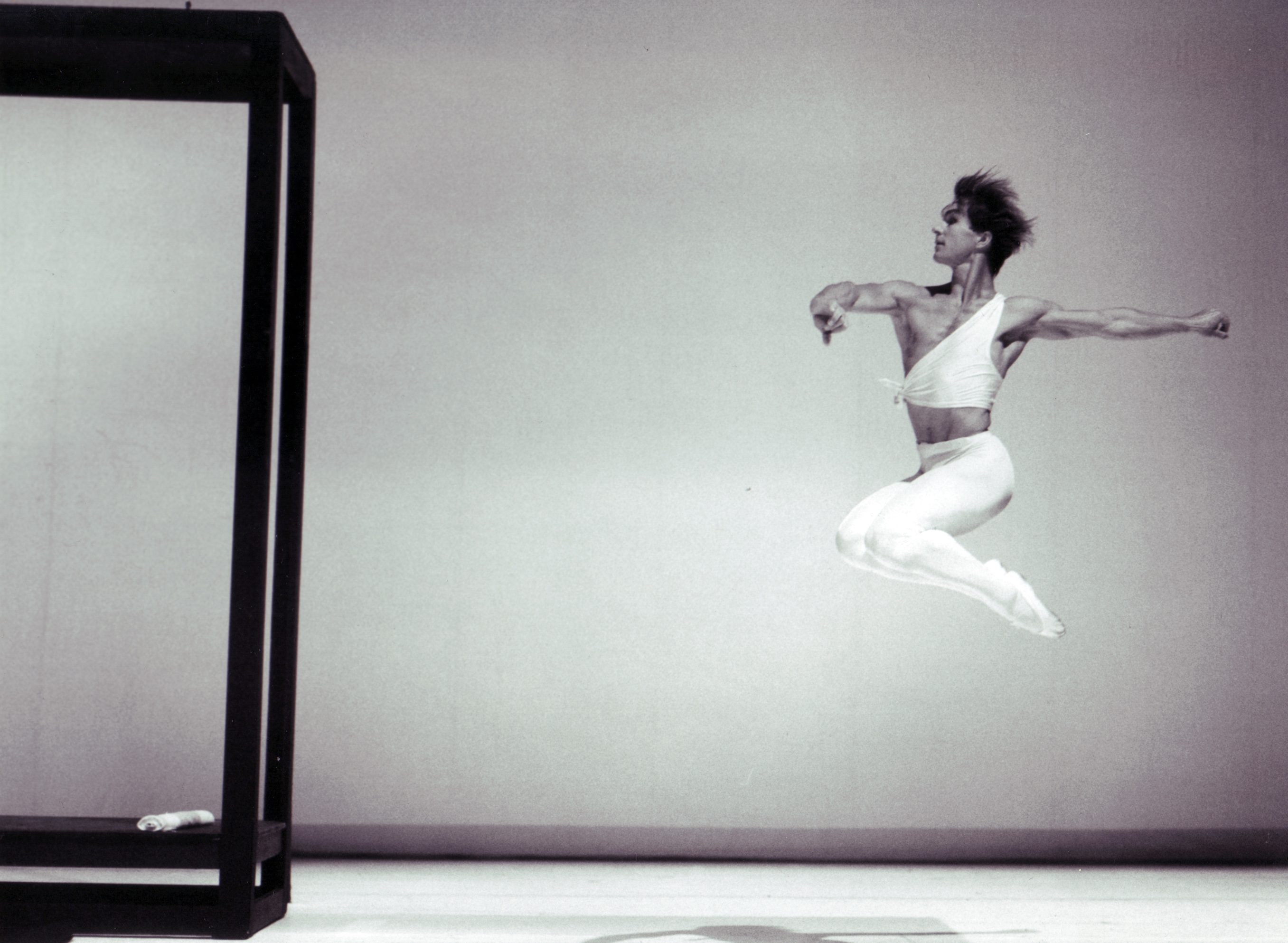
F. Kapuste in Apollon musagète

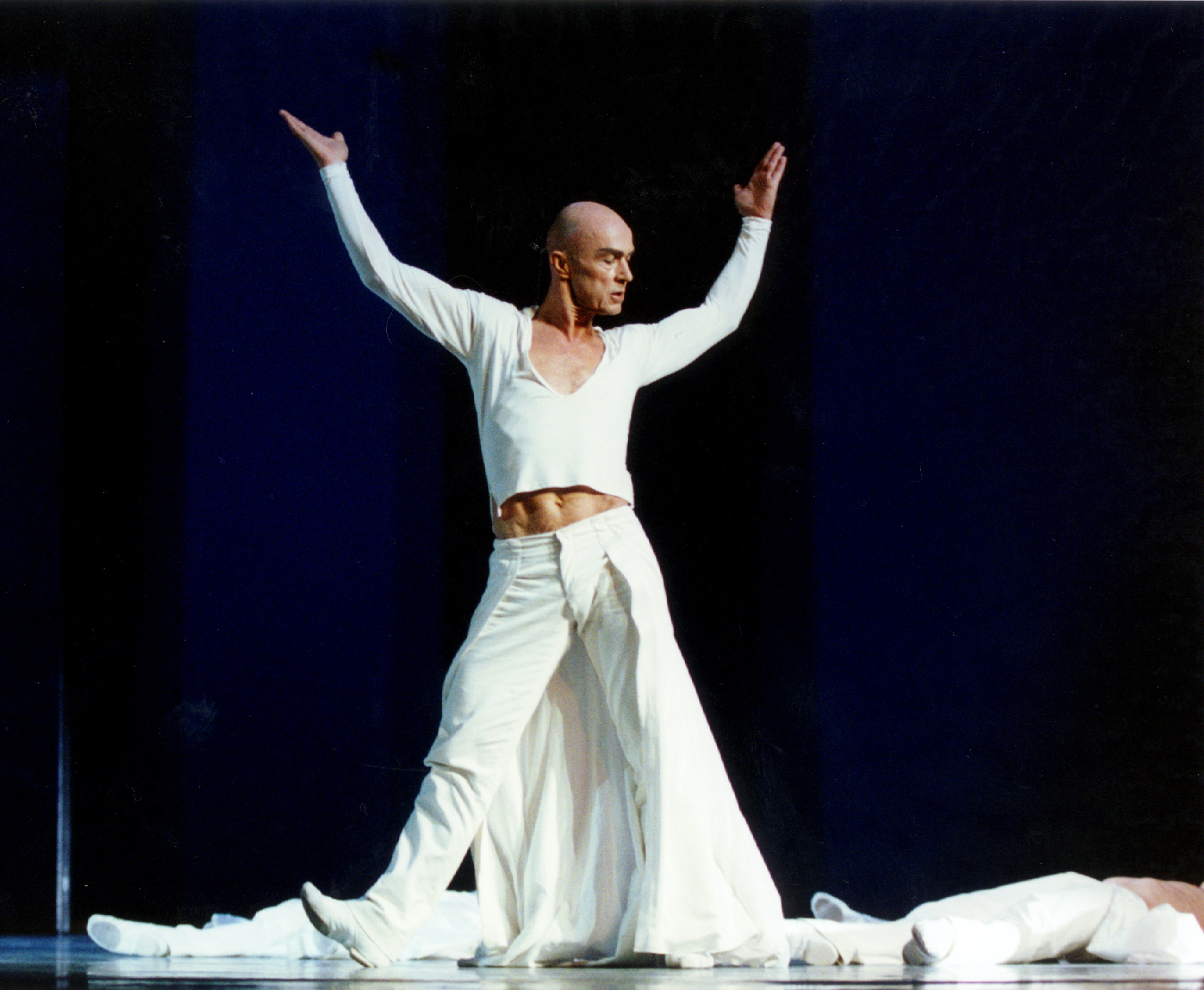
F. Kapuste in Phädra

Falco Kapuste (* 12. Dezember 1943 in Oels, Niederschlesien) ist ein deutscher Ballett-Tänzer, Trainingsleiter und Choreograf.

## Leben
Falco Kapuste begann sein Tanzstudium 1958 in Hannover an der Hochschule für Musik und Theater unter der Leitung von Yvonne Georgi. Für den klassischen Tanz im Stile Waganowa unterrichtete ihn Jan de Ruiter, für die Fächer moderner Tanz und Nationaltänze waren Gundel Eplinius und Brigitte Kurze seine Inspiration.
Zur Weiterbildung im klassischen Tanz wurde jedes Jahr in den Semesterferien von Jan de Ruiter eine Paris-Reise arrangiert, wo Falco Kapuste bei Lehrern wie Victor Gsovsky und Serge Peretti Unterricht nahm. 1962 erhielt er sein erstes Engagement am hessischen Staatstheater Wiesbaden unter der Leitung von Imre Keres, der Kapuste frühzeitig mit Soloaufgaben betraute.
1964 ging er ein Jahr an die Hamburgische Staatsoper, an der der erste Kontakt zu George Balanchine entstand. Nach diesem Jahr folgte er dem Ruf der Deutschen Oper Berlin und begann dort als „Erster Solist“. Von hier aus startete gleichzeitig sein Debüt an vielen internationalen Bühnen. 1970 holte Erich Walter Falco Kapuste dann als ersten Solist an die Deutsche Oper am Rhein nach Düsseldorf. Trotz zahlreicher Auslandstourneen blieb Düsseldorf bis heute sein Zielhafen.
Seine steile Karriere konnte ihm nur durch die Zusammenarbeit mit Choreografen wie Tatjana Gsovsky, John Tarras, Kenneth Mac Millan, Glenn Tetley, John Cranko, George Skibine und Hans Kresnik gelingen. Ein maßgeblicher Baustein war außerdem auch das „Centre de Danse Classique“ von Rosella Hightower in Cannes. Sie holte Falco Kapuste auch häufig zu Gastvorstellungen nach Cannes und Marseille. Sie war es auch, die das pädagogische Talent in ihm frühzeitig erkannte und ihn regelmäßig in der Zeit der Theaterferien einlud, um die Meisterklasse zu unterrichten.

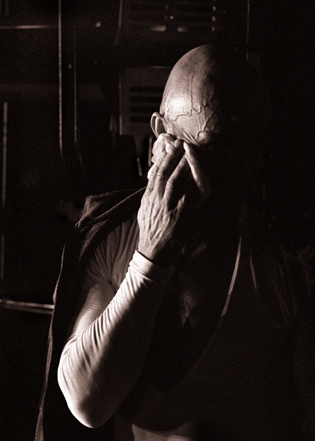
Falco Kapuste nach seinem Auftritt in Phaedra/Düsseldorf 2000

Mit 53 Jahren tanzte er noch die Titelrolle in Heinz Spoerlis „Farben, die mitten in die Brust leuchten“. Am 30. November 2000 gab Falco Kapuste in dem Ballett „Phädra“ von Jochen Ulrich seinen Abschied, als König Theseus, von der Bühne. Heute ist er an der Oper als Ballettmeister und Produktionsleiter tätig, um seine Erfahrungen weiterzugeben und arbeitet ebenso für den Opern-Bereich als Choreograf z. B. in Der fliegende Holländer, La Wally, Maskenball etc.

## Zitate (Auswahl)
- Horst Koegler schrieb am 6. Juni 1963 in der Süddeutschen Zeitung „Der 19 jährige Falco Kapuste ist wahrscheinlich der aufregendste Tänzer, den das deutsche Ballett nach 1945 hervorgebracht hat.“
- H.G. Martin schrieb: „Glücksfall Falco Kapuste: Für den Tanz geboren. Seine Sprungkraft wird als phänomenal gerühmt. Wie er sich nach kraftvollem Anlauf emporstreckt, in der Höhe für einen winzigen Moment wie zum Bronzeguß erstarrt und bei der Landung das Mehrfache seines Körpergewichts abfedert, wird die enge Verwandtschaft von Kunst und Sport erfahrbar.“
- Über Falco Kapuste als Herzog Albrecht in Giselle: „… immer weiterfliegend durchtanzt er seine Variationen, und verlässlich weiß er diese Flüge durch das ganze Arsenal gefürchteter Sprünge zu steuern. Ein Mensch dem im Kampf auf Leben und Tod ungeahnte Kräfte zuwachsen. Sie spannen den Körper zum Äußersten, lassen ihn Übermenschliches vollbringen.“

## Auszeichnungen (Auswahl)
- Am 30. Mai 1996 wurde Falco Kapuste Ehrenmitglied der Deutschen Oper am Rhein
- 1997 erhielt er den Tanzpreis der Ukraine in Donezk

## Getanzte Ballette (Auswahl)
- Apollon musagète Musik von Strawinski, Choreografie Balanchine
- Giselle Musik von Adolphe Adam, Choreografie Erich Walter (Prinz Albrecht)
- Der Nussknacker Musik von Tschaikowski (Prinz)
- Dornröschen Musik von Tschaikowski (Prinz)
- La Sylphide Musik von J. Schneitzhoeffer (James)
- Schwanensee Musik von Tschaikowski (Prinz Siegfried)
- Josephs Legende (Richard Strauss), Choreografie Heinz Spoerli
- Choreografien von Imre Keres: Coppélia (Delibes), La Création du monde (Milhaud), Der Nachmittag eines Fauns (Debussy) …
- Choreografien von Georg Skibine: Les Noces (Strawinsky), Daphnis et Cloe (Ravel) …
- Choreografien von Tatjana Gsovsky: Romeo und Julia, Hamlet …
- Choreografien von Erich Walter: Symphonie fantastique (Hector Berlioz), Die vier Jahreszeiten (Vivaldi), Der Tod und das Mädchen (Schubert) …